# Alberto Botía
Alberto Tomás Botía Rabasco (* 27. Januar 1989 in Alquerías, Murcia) ist ein spanischer Fußballspieler. Der Innenverteidiger steht seit 2019 bei der saudi-arabischen Mannschaft Al-Wahda unter Vertrag.

## Karriere
Im Alter von acht Jahren schloss sich Botía CD Beniel an, bald darauf wechselte er zu Jugendabteilung des Real Murcia. 2003 ging er als 14-Jähriger zum FC Barcelona. Nachdem er von 2006 bis 2009 im B-Team Barcelonas gespielt hatte, gab er am 30. Mai 2009 beim 1:1-Unentschieden gegen Deportivo La Coruña sein Profidebüt, als er für Gerard Piqué eingewechselt wurde.
Zur Saison 2009/10 wurde er an Sporting Gijón ausgeliehen. Bei Gijón etablierte er sich in dieser Saison als Stammspieler und bestritt insgesamt 26 Ligaspiele. Aus diesem Grund nahm ihn der Klub für die kommenden vier Jahre fest unter Vertrag. Der FC Barcelona besitzt innerhalb der ersten drei Jahre eine Rückkaufoption. Nach dem Abstieg von Gijón in die Segunda División verließ er den Verein im August 2012 und unterschrieb beim FC Sevilla einen Fünfjahresvertrag.
2009 nahm er mit Spaniens U-20 an der U-20-Weltmeisterschaft in Ägypten teil. Dort schied er mit Spanien im Achtelfinale gegen Italien aus, nachdem er in diesem Spiel bereits in der 28. Minute vom Platz gestellt wurde. Mit der Spanischen Olympiaauswahl nahm er an den Sommerspielen 2012 in London teil. Die Mannschaft schied nach 0:1-Niederlagen gegen Japan und Honduras sowie einem torlosen Remis gegen Marokko bereits in der Vorrunde aus.

## Olympiakos Piräus
Im Sommer 2014 wechselte Alberto Botía zum griechischen Klub Olympiakos Piräus.

## Erfolge
- Spanische Meisterschaft: 2009
- Spanischer Pokal: 2009
- UEFA Champions League: 2009
- Mittelmeerspiele: 2009
- U-21-Europameister: 2011
- Griechische Meisterschaft: 2015, 2016, 2017
- Griechischer Pokalsieger: 2014/15